# 羽柴なつみ
羽柴 なつみ（はしば なつみ、1998年9月12日 - ）は、日本の女優、インフルエンサー。

## 経歴
北海道札幌市出身。大学進学を機に上京。Instagramを見たカメラマンからオファーを受け、モデルの仕事を開始。2019年から舞台を中心に女優業を開始する。
2021年にTikTokフォロワー数70万人以上、Instagramフォロワー数16万人以上を持つインフルエンサーとして注目を浴びる。2021年5月24日発売『週刊プレイボーイ』23号で水着グラビアデビュー。デジタル写真集を同時発売する。発売当日の公式サーバーをダウンさせたことでも話題となった。週プレ担当者によるとサーバーダウンしたのは史上初めて。過去最高（数字は非公開）の初月販売数も記録したという。
2021年12月、デジタル写真集を対象とした集英社『グラジャパ!アワード2021』で話題賞を受賞。

## 人物
小学5年からダンスを始め、高校時代には全道3位の実績がある。部活動としては高校時代にダンス部に1年のみ在籍した。サッカー部の主務も1年のみ務めた。
小学生から陸上のクラブチームにも所属し、約10年間選手として活動。800メートル個人などに出場したスポーツウーマン。

## 出演

### テレビドラマ
- だから私はメイクする 第2話・第5話（2020年10月、テレビ東京） - インフォマーシャル出演
- 僕らは恋がヘタすぎる 第2話（2020年11月1日、朝日放送）
- 年の差婚 第7話（2021年12月、毎日放送）
- My Power Foods（2021年10月 、STV札幌テレビ放送） - テレビ局勤務の女性 役

### テレビバラエティ
- Melodix!スペシャル2020（2020年12月30日、テレビ東京）
- ヒロミ・指原の“恋のお世話始めました”（2021年、テレビ朝日）
- 真夜中のイイね（2022年、STV札幌テレビ放送）
- どさんこWEEKEND（2023年4月 - 2025年3月 STV札幌テレビ放送）

### ウェブドラマ
- ハイセンス家電ショートドラマ「きゅんとする家電」 全4話（2021年11月、HisenseJapan公式YouTube）

### ウェブバラエティ
- シャッフルアイランド season5（2024年7月12日 - 8月30日、ABEMA）[6]

### 舞台
- 真約・魔銃ドナー（2019年8月7日 - 18日、シアターKASSAI） - シスター・ベルデナッド 役
- アリスインアリスinデッドリースクール（2019年12年12日 - 23日、シアターKASSAI） - ユミヤ 役
- DANCE DANCE DANCE ～Dark Dungeon ver.（2020年1月30日 - 2月11日、シアターKASSAI） - 先手悦子 役
- アリスインデッドリースクール・永遠（2020年4月1日 - 2日、新宿・シアターブラッツ） - ユミヤ 役
- 五反田タイガー8th Stage「Refrain～でも、バイバイ!～（2020年9月30日 - 10月4日、草月ホール） - ジャック オランタン 役
- ゴシックは魔法乙女-5悪魔襲来-（2021年3月3日 - 7日、六行会ホール） - カトレア 役
- 咲く声、ふわらと舞い降りて（2021年7月8日 - 13日、シアターKASSAI） - 咲良らん 役
- Akashic Records愛宕劇団舞台公演2021「九人の乙女～氷雪の門」（2021年8月18日、新札幌サンピアザ劇場） - 高石ミキ 役
- Cooch2021本公演「In the Womb」（2021年10月30日 - 31日、GARDEN新木場FACTORY） - ポーラ 役

### CM・広告
- citto+「Beleza」（2020年）
- 弁護士法人大地総合法律事務所（2021年10月25日） - 副業詐欺に騙される女性 役
- 佐久商工会議所創立50周年記念制作動画「スタートライン」（2021年10月）
- サントリー 金麦サワー（2024年4月）[注釈 1]

### ミュージックビデオ
- saji「瞬間ドラマチック」（2020年11月、キングレコード） - 由奈 役
- THE BEAT GARDEN「マリッジソング」（2020年12月、ユニバーサルミュージック）
- SHISHAMO「最高速度」（2024年1月）

## 書籍
- 羽柴なつみカレンダーブック2022（2021年11月29日、集英社、撮影：藤本和典）[8]

## その他
- 防衛省広報誌『MAMOR』（扶桑社）2021年5月号 - 入間基地にて自衛官の制服を着て撮影、表紙と巻頭グラビアを飾る。

## 受賞
- 2017年「リアルポートレートNAGOYA2017」リアルポートレート賞優秀賞
- 2018年、玄光社「フォトテクニックデジタル」年間最優秀作品部門賞最優秀ポートレート部門
- 2018年「TikTokオーディション」ファッション大賞優秀賞
- 2021年2月、北海道観光振興機構・道東地区観光アドバイザー
- 2021年、集英社『グラジャパ!アワード2021』話題賞[4]